# Domenico Albanese
Domenico Albanese (Bompietro, 17 gennaio 1916 – 13 marzo 1986) è stato un politico italiano.